# Магуайр, Шон
Шон Мартин Майкл Магуа́йр (англ. Sean Martin Michael Maguire, род. 18 апреля 1976, Лондон) — британский актёр и певец.
Магуайр получил первую известность благодаря роли в подростковой мыльной опере «Грэндж Хилл» с 1988 по 1991 год. В 1993 году он присоединился к мыльной опере «Жители Ист-Энда» в роли молодого футболиста, после чего часто появлялся в сериалах BBC. Так же, как и многие другие актёры мыльных опер, Магуайр пытался сделать карьеру в музыке, выпустив в 1990-х три альбома в жанре поп.
В начале 2000-х, Магуайр переехал в США, где вскоре нашёл регулярную работу в ситкомах «Не в центре» (The WB, 2001—2002), «Ив» (UPN, 2003—2006) и «Класс» (CBS, 2006—2007). В 2008 году он сыграл главную роль в крайне провальном фильме «Знакомство со спартанцами», после чего вернулся на телевидение с эпизодическими ролями в сериалах «Купидон», «Детектив Раш», «C.S.I.: Место преступления Нью-Йорк» и «Мыслить как преступник».
В 2013 году, Магуайр получил второстепенную роль Робина Гуда в третьем сезоне сериала ABC «Однажды в сказке», а в пятом сезоне присоединился к основному составу. Он также появился в недолго просуществовавшем спин-оффе шоу, «Однажды в стране чудес».

## Личная жизнь
Шон Магуайр вырос в  многодетной семье из 6 детей, у него есть 2 сестры Элли и Кэти и 3 брата Майкл, Даррен и Киран. Его родители, Кейтлин и Майкл, являются основателями и руководителями  известной в Лондоне школы ирландских танцев Maguire O'Shea Academy.
19 октября 2012 году Шон Магуайр женился на детективе полиции Тане Флинн. 30 декабря 2014 они сыграли вторую  свадьбу. Их первый сын Флинн Патрик Магуайр родился 14 июля 2015, а второй Лео Джеймс Магуайр появился на свет 17 декабря 2017. 24 апреля 2021 года в своем Инстаграме актер объявил, что они с женой ожидают третьего ребенка - девочку. 8 сентября 2021 года у пары родилась дочь Амели Роуз Магуайр.

## Фильмография
| Год        | Название на русском        | Название на английском                     | Роль                         | Примечание                             |
| ---------- | -------------------------- | ------------------------------------------ | ---------------------------- | -------------------------------------- |
| 1988– 1991 | Грэндж Хилл                | Grange Hill                                |                              |                                        |
| 1992       | Водная страна              | Waterland                                  | Питер                        | Эпизодическая роль                     |
| 1993– 1996 | Жители Ист-Энда            | EastEnders                                 | Айдан Броснан                |                                        |
| 1997       | Здравствуй, Никто          | Dear Nobody                                | Крис                         |                                        |
| 2000       | Из глубины                 | Out of Depth                               | Пол Никсон                   | Главная роль                           |
| 2000– 2002 | Городская готика           | Urban Gotihic                              | Джуд                         |                                        |
| 2001       | Сказочный принц            | Prince Charming                            | Принц Джонатан               | Телевизионный фильм, Главная роль      |
| 2001– 2002 | Не в центре                | Off Centre                                 | Эван Пирс                    | Главная роль                           |
| 2003– 2006 | Ив                         | Eve                                        | Донован Бринк                | Главная роль                           |
| 2005       | Настоящее волшебство       | The Third Wish                             | Брэндон                      | Главная роль                           |
| 2006– 2007 | Класс                      | The Class                                  | Кайл Лендо                   | Главная роль                           |
| 2007       | Дьюкс                      | The Dukes                                  | Дэйв                         |                                        |
| 2007       | Блюз Лос-Анджелеса         | LA Blues                                   | Джек Дэвис                   |                                        |
| 2008       | Знакомство со спартанцами  | Meet the Spartans                          | Леонидас                     | Главная роль                           |
| 2009       | Купидон                    | Cupid                                      | Дэйв                         | Эпизодическая роль                     |
| 2009       | Мистер Одиннадцатый        | Mister Eleven                              | Дан                          | Главная роль                           |
| 2009       | Крод Мандун и Огненный Меч | Kröd Mändoon and the Flaming Sword of Fire | Крод Мандун                  | Главная роль                           |
| 2010       | Семейные тайны             | Undercovers                                | Клайв                        | Эпизодическая роль                     |
| 2011– 2013 | Бедлам                     | Bedlam                                     | Шон                          | Эпизодическая роль                     |
| 2011– 2016 | Скотт и Бейли              | Scott & Bailey                             | Шон Маккартни                | Эпизодическая роль                     |
| 2011       | Любовники                  | Lovelives                                  | Блэйк                        | 1 эпизод                               |
| 2012       | Песни для Эми              | Songs for Amy                              | Шон О'Мэлли                  | Главная роль                           |
| 2013– 2018 | Однажды в сказке           | Once upon a time                           | Робин Гуд                    | Второстепенная роль, с 2015 постоянная |
| 2013       | Однажды в Стране чудес     | Once upon a time in Wonderland             | Робин Гуд                    | Эпизодическая роль                     |
| 2014       | 7.39                       | 7.39                                       | Райан Коул                   | Второстепенная роль                    |
| 2015       | Красное платье             | The Red Dress                              | Джеймс                       |                                        |
| 2016– 2017 | Вне времени                | Timeless                                   | Ян Флеминг                   | 2 эпизода                              |
| 2019– 2020 | Волшебники                 | The Magicians                              | Темный Король/ Сэр Эффингхем | Две роли                               |
| 2022       | V — значит возмездие       | V for Vengeance                            | Торн                         |                                        |